# Sărulești, Buzău
Sărulești là một xã thuộc hạt Buzău, România. Dân số thời điểm năm 2002 là 1580 người.